# George William Palmer (politico 1851)
George William Palmer (Reading, 23 maggio 1851 – Reading, 8 ottobre 1913) è stato un imprenditore e politico inglese.
Fu proprietario del biscottificio Huntley & Palmers di Reading, in Inghilterra.

## Biografia
Nato a Reading, George William Palmer era figlio di George Palmer e di sua moglie, Elizabeth Sarah, figlia di Robert Meteyard. Come il padre, George William Palmer fu sindaco di Reading dal 1889 al 1890 e poi rappresentò  la città in parlamento come deputato nelle file dei liberali, dal 1892 al 1895. Venne rieletto nel 1898, rimase in carica sino al 1904 e poi fu costretto a ritirarsi per la sordità della quale soffriva.
Ricevette la cittadinanza onoraria della città di Reading il 3 dicembre 1902 come suo padre prima di lui.
La sua residenza estiva era posta a Marlston House a Bucklebury.

## Onorificenze

### Cittadinanze onorarie
- Cittadino onorario di Reading